# Namosi-naitasiri-serua
Le namosi-naitasari-serua est une des langues fidjiennes occidentales et rotumanne parlée aux Fidji, dans les trois provinces de Namosi, de Serua et de Naitasari, par 1 627 locuteurs. Naitaasiri et Seerua peuvent également s'écrire ainsi. Les dialectes de cette langue comme le Batiwai, le Tubai ou le Nalea et pourraient être des langues séparées. Le namosi est une variante divergente du fidjien occidental.